# 炎焼入れ
炎焼入れ（ほのおやきいれ、英語: flame hardening）、火炎焼入れ（かえんやきいれ）とは、高温の炎を吹き付けて材料の表面を焼入れし、表面層を硬化させる方法。硬化の原理は焼入れと同じで、オーステナイト組織まで加熱後、急冷させてマルテンサイト組織を得ることによる。そのため、材料の種類は鋼および鋳鉄製の部品が主な対象とされる。
表面硬化処理における表面焼入れの一種に相当し、表面焼入れの仲間としては高周波焼入れなどがある。

## 方法
バーナーを使用して炎を吹き付けて加工品の表面を加熱する。炎を吹き出す部分を火口と呼ぶ。炎を発生させる燃料ガスには、アセチレン、プロピレン、プロパン、ブタン、メタンが使用される。特に、発熱量、炎温度、燃焼速度が大きいという長所がある、アセチレンと酸素を混合して燃焼させた酸素アセチレン炎が多用される。酸素アセチレン炎の場合、炎温度は約3100-3500℃に達し、表面が溶け落ちないよう注意が必要である。炎焼入れの場合は、急速加熱のため一般の焼入れよりも高い温度に焼入れ温度を設定する。
条件と目的に応じて加工品に対する炎の吹き付け方が変わる。加工品も火口も位置固定して一部の箇所を加熱する定置法、歯車などの加工品を回転させて円周上に加熱する回転法、平坦な加工品に対して火口を直線上に動かす漸進法、長い軸などの加工品を回転させて尚且つ火口を直線上に動かして全体を加熱する漸進回転法、などがある。
炎加熱により焼入れ温度に達して、表面層がオーステナイト化されたら急冷させる。急冷は、水を冷却剤として、噴水させて加工品に吹き付けたり、浸水させて冷却するのが一般的である。冷却して炎焼入れが完了したら、一般の焼入れと同様に焼戻しを実施する。炎焼入れの場合は、150-200℃まで加熱する低温焼戻しを採るとされる。
適用鋼種としては、全体焼入れの対象となるような鋼ならば基本的には炎焼入れの適用範囲となる。具体的には0.4-0.5%の炭素鋼や低合金鋼が一般的である。高周波焼入れと同様、炎焼入れの前処理として全体焼入れ・高温焼戻しをして、金属組織をソルバイトにしておくのが望ましい。
また、鋳鉄へも適用され、ねずみ鋳鉄などに耐摩耗性の向上などを目的として適用される。

## 長所と短所
他の表面焼入れと共通して、炎焼入れ後は、加工品に耐摩耗性の高い硬い表面層と靱性の高い心部を持たせることができる。また、表面に大きな圧縮の残留応力が生じるので疲労強度が向上する。
同じく他の表面焼入れと共通して、全体焼入れよりも、加熱に要する熱量が小さくてすみ、加熱されていない内部方向へ熱が逃げるので冷却速度が大きい。そのため焼入れ性が悪い材料でも適用しやすい。また、加工品全体が加熱、冷却されないため、焼入後の変形を小さく抑えることができる。ただし片側だけを焼入れした場合は逆に大きな変形が発生する。急速加熱なので、全体焼入れよりも処理時間が短い長所もある。
短所としては、温度測定、炎調整が難しく、温度制御が正確にできないという点があり、量産品にはあまり使用されない。また、火口の構造が複雑で製作に専門的な技能を要する、逆火や燃料の爆発の危険がある、なども短所として挙げられる。表面焼入れとしては高周波焼入れが多用されている。一方で、加工品の形状や寸法に影響されずに適用でき、炎焼入れ用の装置が簡易などの長所から、経済性を優先して簡易的な焼入れで良い場合や多品種少量生産の場合に使用される。